# Informationsvermittler
Informationsvermittler (auch Informationsbroker) sind privatwirtschaftliche Unternehmen, die gegen ein Honorar die Recherche von Informationen übernehmen (Information-Retrieval). Sie sind als Konsequenz aus der Verfügbarkeit von Online-Datenbanken (siehe Fachdatenbank) entstanden.

## Leistungen
Die Hauptaufgabe des Information-Brokers besteht darin, das Informationsdefizit eines Kunden zu untersuchen, die benötigten Daten schnellstmöglich zu recherchieren, zu selektieren und kundengerecht zu präsentieren. Große Konzerne haben daher oft eigene Rechercheabteilungen. Mittelständische Unternehmen wie Verlage, Werbeagenturen etc. mit weniger Kapital können die Dienste von unabhängigen Information-Brokern nutzen. Im angloamerikanischen Raum organisieren sich Infobroker oft in Think Tanks (Denkfabriken).
Wirtschafts- und Finanzinformation sind die am häufigsten nachgefragten Informationen am Informationsmarkt. Bei weltweit fast 10.000 kommerziell vertriebenen, also kostenpflichtigen Online-Datenbanken und ca. 9.000 CD-ROM-Datenbanken ist eine fachliche Spezialisierung des Informationsvermittlers erforderlich (Bsp.: Chemieindustrie, Patentwesen).
Die Dienstleistungen des Information-Brokers werden jedoch mit der verbreiteten Kenntnis über die Nutzungsmöglichkeiten von Online-Datenbanken und der Recherchemöglichkeiten im Internet seltener gebraucht. Die Information-Broker werden auch immer häufiger nicht in Anspruch genommen, um Informationen zu suchen, sondern um die zur Verfügung stehenden enormen Informationsmengen (Informationsüberflutung) methodisch zu filtern und zu strukturieren. Information Broker können nur dann wirtschaftlich agieren, wenn sie ihre Angebotspalette um Mehrwertdienste erweitern (Bsp.: Unternehmensberatung, Schulungen, Web-Engineering).

## Ausbildung
Die Berufsbezeichnung Information-Broker ist neu und nicht geschützt. Infobroker kann sich jeder nennen. Das Berufsbild des Informationsvermittlers gab es schon vor dem Internet in Form eines Bibliothekars, Dokumentars oder Archivars. Es gibt verschiedene Ausbildungsgänge, die die benötigten Fertigkeiten vermitteln: den Ausbildungsberuf Fachangestellte/r für Medien- und Informationsdienste sowie die Studiengänge Dipl.-Informationswirt/in und Informationswissenschaftler/in. Sinnvoll kann auch die Kombination von Informationswissenschaft und einem Fachstudium (z. B. Ingenieurwesen) sein, um mit der Welt der entsprechenden Kunden vertraut zu sein.

### Verbände und Organisationen
- DGI (Deutsche Gesellschaft für Information & Wissen e. V.)
- SLA (Special Libraries Association)
- AIIP (Association of Independent Information Professionals)
- SCIP (Society of Competitive Intelligence Professionals)

### Ausbildung in Deutschland
- Informations-Broker/in
- Dipl.-Informationswirt/in (FH)
- Informationswissenschaftler/in (Uni)